# سرمایه
سَرمایه (به انگلیسی: Capital) در علم اقتصاد، عبارت است از حق صاحبان یک مؤسسه نسبت به باقیمانده دارایی مؤسسه مذکور. در علم حقوق مالی، عبارت است از وثیقه بستانکاران شرکت و یا حق صاحبان یک موسسه نسبت به باقیمانده دارایی موسسه مذکور پس از انحلال یا تصفیه موسسه. در علم مالی عبارت است از دارایی استفاده شده جهت تولید ثروت بیشتر یا ایجاد و توسعه یک کسب و کار جدید.
از نظر حسابداری این مبلغ از کم کردن بدهی‌های مؤسسه از جمع دارایی آن بدست می‌آید. بعبارت دیگر پس از پرداخت تمام بدهی‌ها و تعهدات یک مؤسسه آنچه از دارایی باقی می‌ماند متعلق به صاحب یا صاحبان سرمایه مؤسسه است.
به‌طور مثال، اگر در یک مؤسسه جمع دارایی‌ها ۳٬۱۳۰٬۰۰۰ ریال و جمع بدهی‌های مؤسسه ۱۳۰٬۰۰۰ ریال باشد آنگاه سرمایه مؤسسه ۳٬۰۰۰٬۰۰۰ ریال خواهد بود، که از تفاضل دارایی و بدهی بدست می‌آید.
حال اگر این مؤسسه مبلغ ۲۰٬۰۰۰ ریال وام دریافت کند، مجموع دارایی‌ها به ۳٬۱۵۰٬۰۰۰ ریال و میزان بدهیهای به ۱۵۰٬۰۰۰ ریال افزایش پیدا می‌کند. در نتیجه تفاضل این دو مجدداً عدد ۳٬۰۰۰٬۰۰۰ ریال بدست می‌آید. ملاحظه می‌شود که گرفتن وام عملاً موجب افزایش سرمایه نمی‌شود. زیرا علی‌رغم افزایش دارایی موجب افزایش بدهی نیز می‌گردد.
به‌طور کل، سرمایه از دو طریق افزایش میابد:
- سرمایه‌گذاری شخصی
- سود حاصل از عملیات مؤسسه

## انواع سرمایه
بر اساس نوع شرکت سرمایه به سه طریق مطرح می‌گردد:
- در شرکت‌های فردی سرمایه متعلق به یک فرد (صاحب مؤسسه) می‌باشد.
- در شرکت‌های غیر سهامی سرمایه متعلق به دو یا چند شریک می‌باشد.
- در شرکتهای سهامی سرمایه به تعدادی سهم تقسیم می‌گردد.

از نظر علوم اجتماعی و رفتاری سرمایه می‌تواند به‌طور کلی به چهار دسته تقسیم شود: سرمایۀ اقتصادی، سرمایۀ اجتماعی، سرمایۀ فرهنگی، سرمایۀ نمادین.
1. سرمایۀ فرهنگی: از دیدگاه بوردیو، سرمایه آن چیزی است که به عنوان رابطه اجتماعی در درون یک سازواره از تعاملات عمل می‌کند و دامنه آن بدون هیچ تمایزی به تمامی کالاها، اشیاء و نشانه‌هایی که خود را به عنوان چیزهایی کم‌یاب و ارزشمند عرضه می‌دارند (و در یک ساختار مشخص اجتماعی، مورد قضاوت هستند) کشیده می‌شود و سرمایه فرهنگی به عنوان یک رابطه اجتماعی درون سازواره‌ای از تعاملات که مشتمل بر دانش فرهنگی انباشته عمل می‌کند، منتهی به قدرت و منزلت می‌گردد.
2. سرمایۀ اجتماعی: سرمایه اجتماعی دلالت بر اشکالی از سازمان چون اعتماد، قواعد و شبکه‌ها دارد که می‌توانند کارایی جامعه را از طریق کنش‌های متناسب تسهیل کنند. در نتیجه تعاون خود انگیخته از طریق سرمایه اجتماعی تسهیل می‌شود. در اندیشه پاتنام و فوکویاما، سرمایه اجتماعی به عنوان یک پدیده جامعه شناسان کلان لحاظ شده‌است. به نظر آن‌ها ملت‌ها می‌توانند از سطوح متفاوتی از سرمایه اجتماعی برخوردار باشند که فرصت برای تحقق دموکراسی یا صنعتی شدن آن‌ها فراهم می‌سازد، در نهایت در شرایط وجود سرمایه اجتماعی شاهد بسط و گسترش فرایند مشارکت در حوزه‌های مختلف اقتصادی، اجتماعی، سیاسی و فرهنگی و نیز بسط انجمن‌های داوطلبانه خواهیم بود، فرایندی که می‌تواند سازوکار مؤثری برای نیل به توسعه باشد.
3. سرمایۀ اقتصادی:سرمایه اقتصادی فرد با گویه‌های وسایل رفاهی، درآمد فرد (درصورت دارا بودن)، درآمد پدر، نحوه مالکیت منزل، وضعیت منزل مسکونی، مالکیت تلفن همراه، رایانه، ماشین و نوع اتومبیل، زمین، باغ و سپرده بانکی سنجیده می‌شود. سرمایه اقتصادی به دو صورت جاری و غیرجاری وجود دارد: سرمایه اقتصادی جاری: نوعی از سرمایه اقتصادی است که به سرعت قابل تبدیل به وجه نقد (پول) را دارد . سرمایه اقتصادی غیر جاری: نوعی از سرمایه اقتصادی است که به سرعت قابل تبدیل به وجه نقد (پول) را ندارد[۲]
4. سرمایۀ نمادین: در سرتاسر جامعه حضور دارد و می‌تواند بر گفتار، رفتار و پندار مردم تأثیر بگذارید و تأثیر بگیرد. در درجه اول سرمایه نمادین نوع تغییر شکل یافته از هر نوع سرمایه محسوب می‌شود که به عنوان نماد و سمبل محسوب می‌شود و دارنده آن از جانب مردم مورد عزت و احترام قرار می‌گیرد و به نوعی، به عنوان پرستیژ محسوب می‌شود و از طرفی هر نوع از سرمایه می‌باشد که در چشم دیگران به عنوان نماد محسوب می‌شود. در بیانی دیگر می‌توان این چنین بیان نمود که سرمایه نمادین از هر نوع سرمایه به عنوان بعدی جداگانه محسوب می‌شود و در واقع باید سرمایه نمادین را به عنوان بٌعدی از هر سرمایه محسوب نمود..

## ابعاد سرمایه
سرمایه ابعاد گوناگونی دارد که هر کدام از نظر ماهیت، قلمرو و تأثیراتی که بر توسعه می‌گذارند، با یکدیگر متفاوتند؛ و در عین حال در فرایند توسعه و چگونگی شکل‌گیری آن لازم و ملزوم یکدیگرند، که عبارتند از:
- سرمایه ثابت اقتصادی
- سرمایه مولد اقتصادی
- سرمایه جاری
- سرمایه ثابت اجتماعی